# Ван-Б'юрен (округ, Теннессі)
Шаблон:StateAbbr_ 35°41′ пн. ш. 85°28′ зх. д. / 35.69° пн. ш. 85.46° зх. д.
Округ  Ван-Б'юрен (англ. Van Buren County) — округ (графство) у штаті  Теннессі, США. Ідентифікатор округу 47175.

## Історія
Округ утворений 1840 року.

## Демографія
За даними перепису 2000 року загальне населення округу становило 5508 осіб, усе сільське. Серед мешканців округу чоловіків було 2744, а жінок — 2764. В окрузі було 2180 домогосподарств, 1620 родин, які мешкали в 2453 будинках. Середній розмір родини становив 2,9.
Віковий розподіл населення поданий у таблиці:
| Стать    | До 15 років | 15-21 | 22-29 | 30-39 | 40-49 | 50-65 | 65-85 | Понад 85 |
| -------- | ----------- | ----- | ----- | ----- | ----- | ----- | ----- | -------- |
| Чоловіки | 562         | 267   | 281   | 362   | 391   | 533   | 321   | 27       |
| Жінки    | 484         | 258   | 269   | 381   | 448   | 501   | 372   | 51       |

## Суміжні округи
- Вайт — північ
- Камберленд — північний схід
- Бледсо — схід
- Секвачі — південь
- Воррен — захід

## Виноски
1. ↑  U.S. Decennial Census. United States Census Bureau. Архів оригіналу за 19 липня 2018. Процитовано 14 квітня 2015.
2. ↑  Historical Census Browser. University of Virginia Library. Архів оригіналу за 11 серпня 2012. Процитовано 14 квітня 2015.
3. ↑  Forstall, Richard L., ред. (27 березня 1995). Population of Counties by Decennial Census: 1900 to 1990. United States Census Bureau. Архів оригіналу за 21 лютого 2015. Процитовано 14 квітня 2015.
4. ↑  Census 2000 PHC-T-4. Ranking Tables for Counties: 1990 and 2000 (PDF). United States Census Bureau. 2 квітня 2001. Архів оригіналу (PDF) за 18 грудня 2014. Процитовано 14 квітня 2015.
5. ↑  State & County QuickFacts. United States Census Bureau. Архів оригіналу за 22 липня 2011. Процитовано 7 грудня 2013.(англ.) Наведено за англійською вікіпедією.
6. ↑  American FactFinder. Бюро перепису населення США. Архів оригіналу за 26 лютого 2012. Процитовано 31 січня 2008.

| США | Це незавершена стаття з географії США. Ви можете допомогти проєкту, виправивши або дописавши її. |